# Sutter Health Park
Le Sutter Health Park, anciennement Raley Field est un stade de baseball situé à West Sacramento en Californie, États-Unis. 
Depuis 2000, c'est le stade des River Cats de Sacramento, qui sont une équipe de baseball de la Ligue de la côte du Pacifique et affiliés avec les Athletics d'Oakland de la MLB. Sa capacité est de 14 680 places dont 11 092 places assises et il dispose de 36 suites. Il est depuis la saison 2025 le domicile temporaire des Athletics en attendant que la construction de leur nouveau stade situé à Las Vegas soit achevé pour 2027. Il est actuellement le plus petit stade de la MLB.

## Histoire
Le Raley Field a été construit sur l'emplacement d'anciens entrepôts et lignes de chemin de fer, au bord du fleuve Sacramento à West Sacramento, en Californie.
Le coût du Raley Field s'élève à 29.5 millions de dollars pour la construction puis 10 millions pour le terrain. La société Raley's Supermarkets a acheté les droits d'appellation du stade pour $15 millions de dollars sur 20 ans. 

## Événements
- Triple-A All-Star Game, 13 juillet 2005

## Dimensions
- Left field (Champ gauche): 330 pieds (100,5 mètres)
- Left-center: 380 pieds (115,8 mètres)
- Center field (Champ central): 403 pieds (122,8 mètres)
- Right-center: 380 pieds (115,8 mètres)
- Right field (Champ droit): 325 pieds (99 mètres)

## Galerie

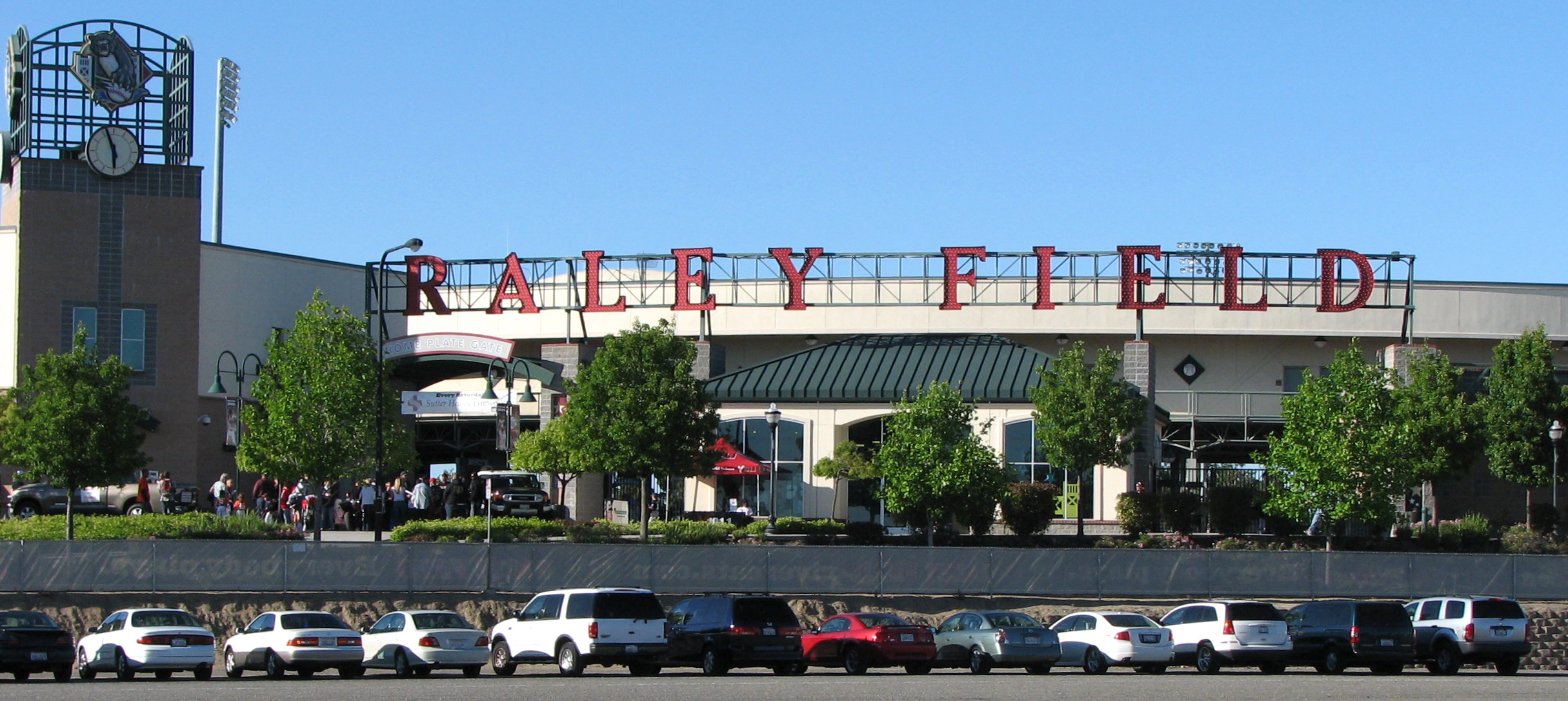
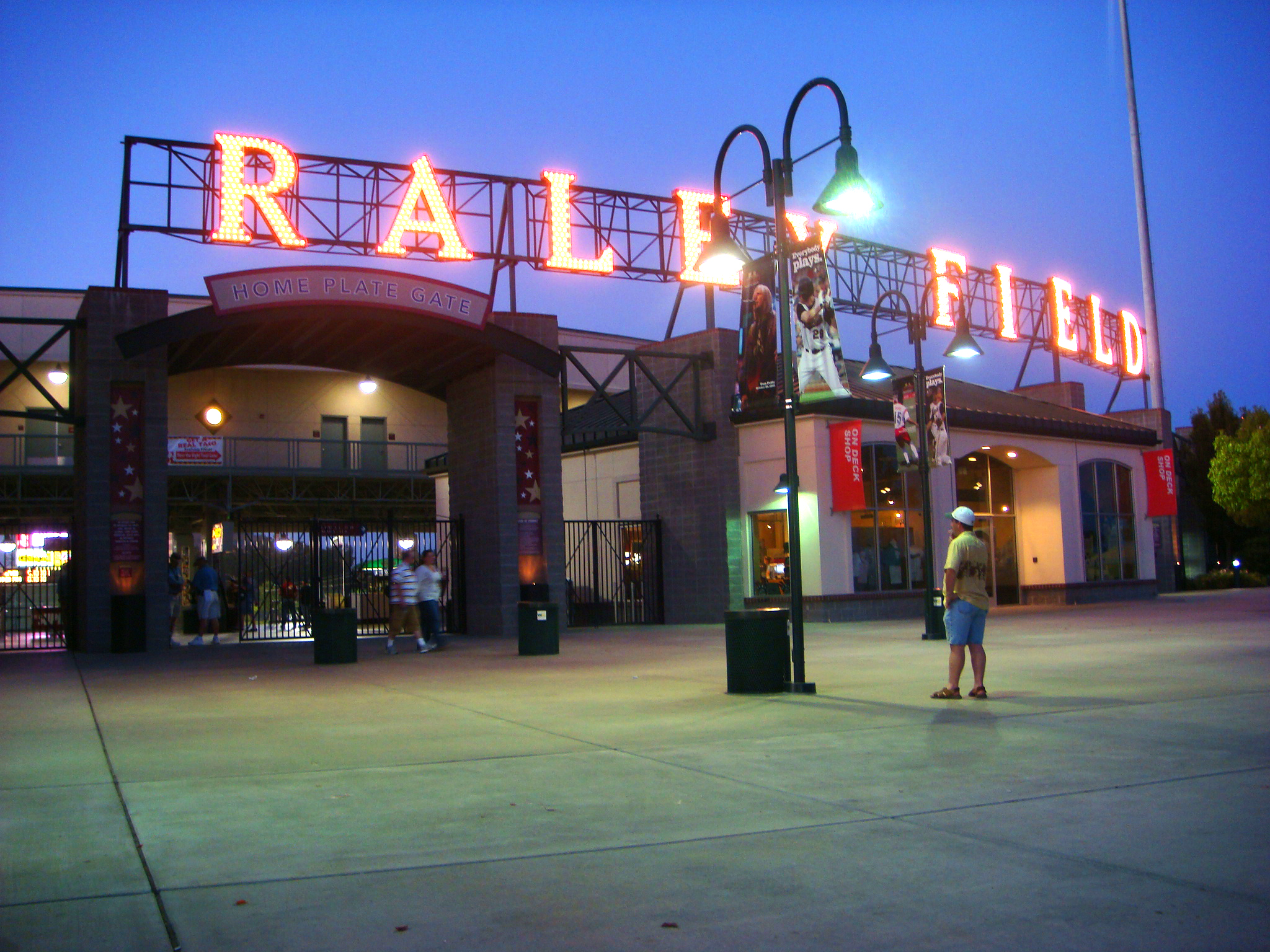
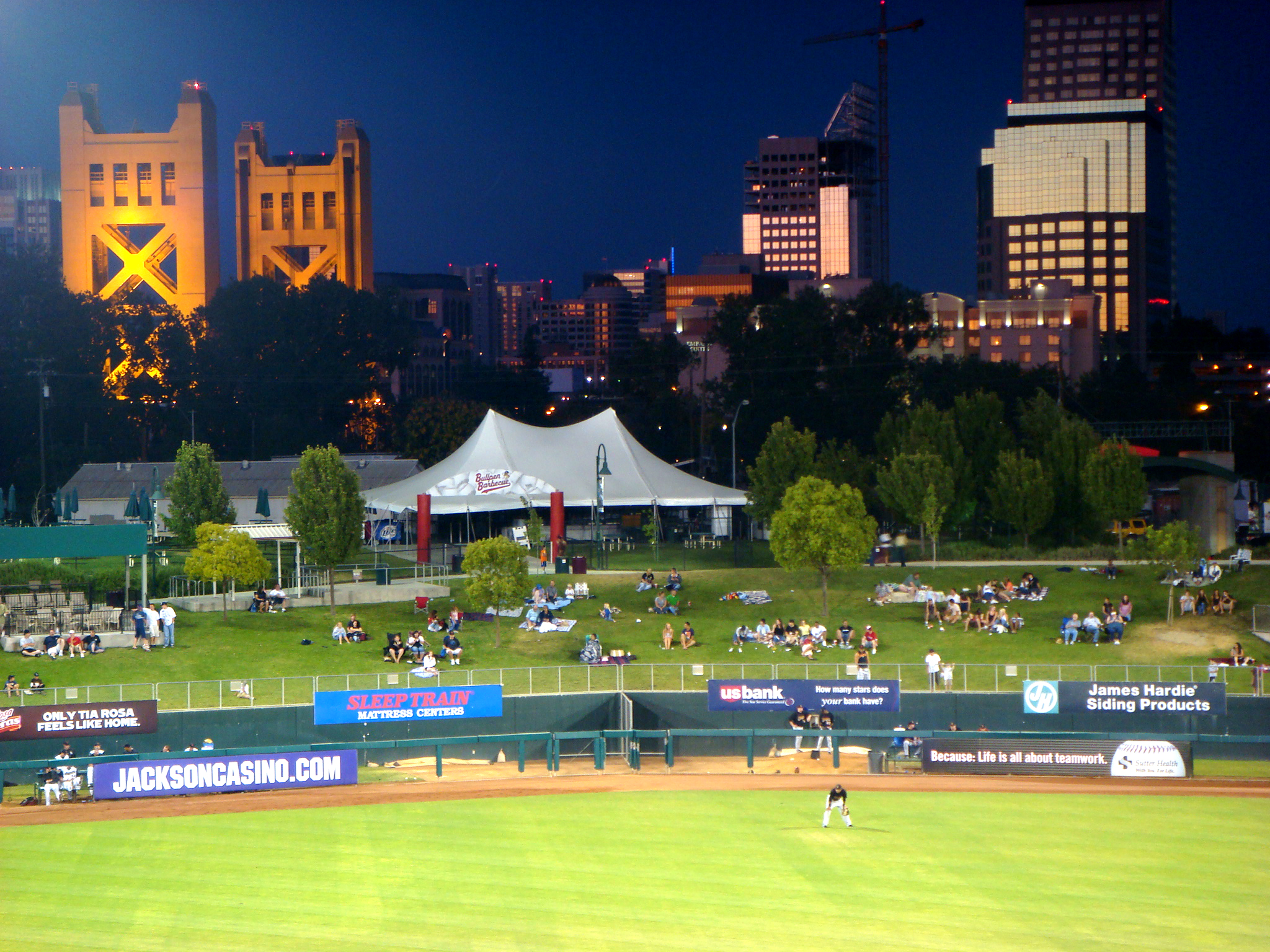
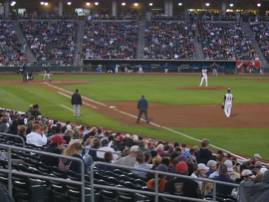
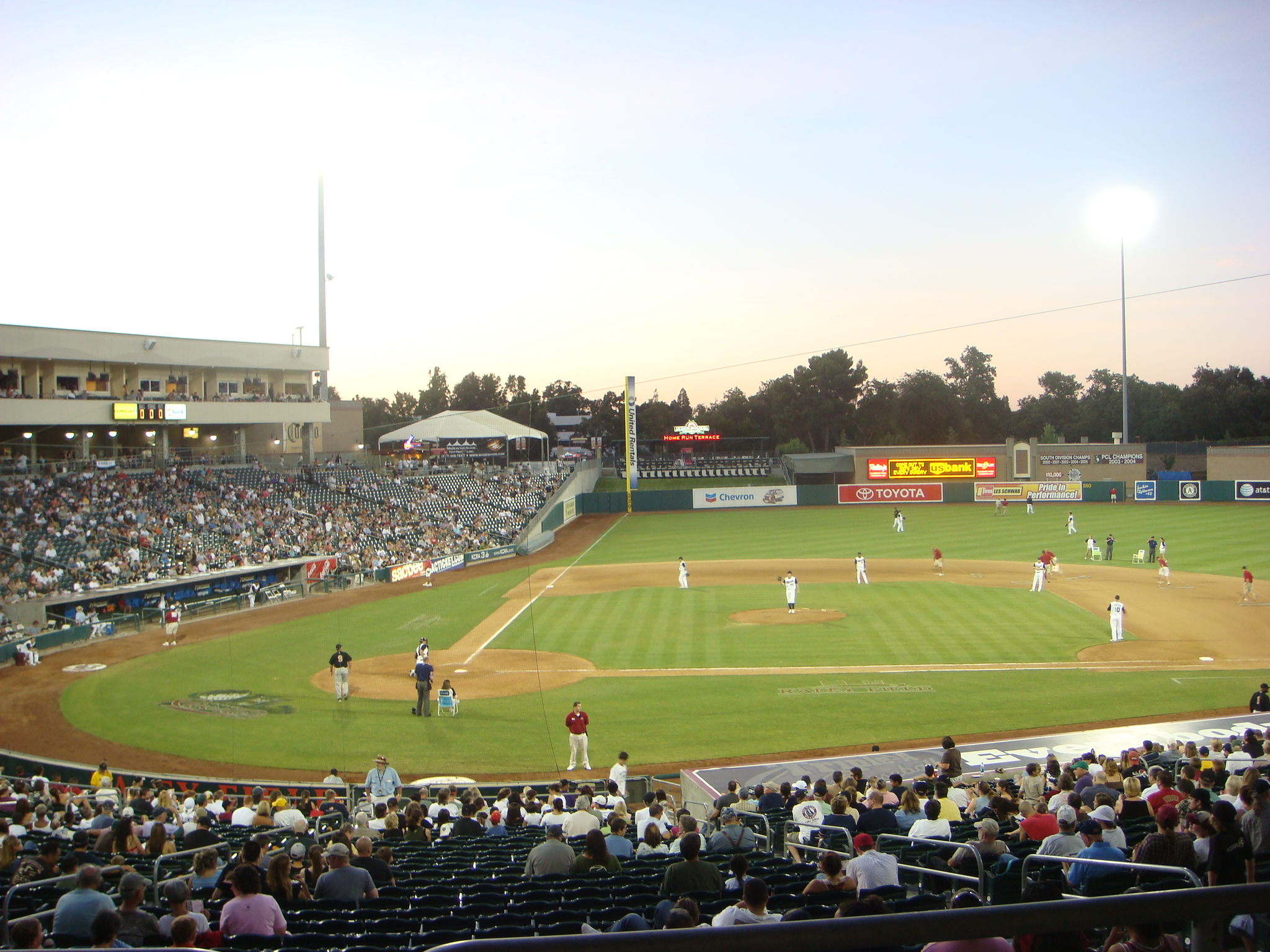